# Edoardo Iannoni
Edoardi Iannoni, född 11 april 2001 i Rom är en italiensk fotbollsspelare (mittfältare). Iannoni inledde sin elitkarriär i Serie B-klubben US Salernitana 1919 (i Salerno). Där spelade han mellan 2020 och 2024, men lånades dock ut till klubbar som SS Juve Stabia och Ancona Calcio under tiden. 2022 lånades han ut till Perugia Calcio, där han spelade 61 matcher och gjorde 4 mål för klubben under två säsonger. Perugia köpte sedan loss Iannoni från Salernitana, men strax därefter köptes han av US Sassuolo Calcio där han spelar sedan 2024 och har kontrakt till och med juni 2028.